# COMMAND.COM
COMMAND.COM es el nombre del intérprete de comandos para DOS y versiones de Windows de 16/32 bits (95/98/98 SE/Me). 
Al ser el primer programa que se ejecuta después del inicio, posee también el rol de la configuración del sistema ejecutando el archivo AUTOEXEC.BAT.
Como intérprete de comandos, tiene dos modos de ejecución. El primero es el modo interactivo, en el que el usuario escribe comandos los cuales son luego ejecutados. El segundo es el modo por lotes (batch), que ejecuta una secuencia predefinida de comandos guardada como un archivo batch, es decir, un archivo de texto con la extensión .BAT.
El sucesor de COMMAND.COM en Windows NT/2000/XP/2003/Vista/7 y OS/2 es cmd.exe, aunque sigue manteniéndose en los sistemas Windows para ofrecer compatibilidad con los viejos programas de DOS.

## Comandos internos
Todos los comandos son ejecutados solo tras presionar la tecla ↵ Entrar al final de la línea.
COMMAND.COM no discrimina mayúsculas, significando esto que los comandos pueden ser introducidos en mayúsculas o minúsculas indiferentemente (Ej: Dir, dIr, diR todos darán el mismo resultado)

### Comandos del sistema de archivos
Además de su función principal como intérprete, COMMAND.COM posee un número de comandos internos propios para trabajar con archivos.
Para ejecutar un programa simplemente se escribe su nombre. Tampoco es necesario usar la extensión (Ej: nc.exe puede ser ejecutado como nc).
Para cambiar la unidad en la que se está trabajando, escriba la letra asignada seguida de dos puntos (:), por ejemplo D:.
Esta sección no pretende mostrar todos los comandos disponibles, sino servir como vista general para los comandos más comunes:
DIRMuestra en listado los archivos en el directorio actual.
CD, CHDIRCambia el directorio actual.
COPYCopia uno o más archivos de una ubicación a otra (si ya existe en su nueva ubicación, se preguntará si se desea reemplazar). Véa también XCOPY, herramienta que puede copiar estructuras de directorios completas.
REN, RENAMERenombra un archivo o directorio.
DEL, ERASE, DELETEElimina un archivo. Cuando se usa en un directorio, elimina todos los archivos dentro de él, pero no borrará el directorio en sí.
MD, MKDIRCrea un nuevo directorio.
RD, RMDIRElimina un directorio vacío.
VOLMuestra información sobre el volumen de disco.
LABELMuestra o cambia la etiqueta de volumen del disco.
VERIFYHabilita o deshabilita la verificación de escritura para archivos.
TYPEMuestra el contenido de un archivo en la consola.
FormatFormatea disquetes y otras unidades con el parámetro /? para obtener información del format y otros parámetros
MSCDEXObtiene acceso al CD-ROM  (extensión)
DiskCopyCopia disquetes
PING (Dirección de red o nombre de host remoto)Devuelve el intervalo de retraso en la conexión con el equipo dado.
SCANDISKcomando que activa el Scandisk Version de Dos y Windows según su configuración del MS-DOS de Windows.
CHKDSKcomando que activa un viejo sistema de verificación de disco pero sigue vigente actualmente en el sistema.
FDISKCrea, elimina y modifica particiones mayores de 32 MB.

### Otros comandos
Todos los comandos del modo interactivo pueden ser usados en archivos por lotes (batch)
BREAKControla el manejo de interrupciones de programa con Ctrl+C.
CLSLimpias la pantalla de comandos anteriores.
CTTYDefine los dispositivos de entrada y salida a usar.
DATEEstablece la fecha del sistema.
ECHOEstablece si el texto es mostrado o no. También muestra texto en la pantalla.
PATHMuestra o cambia el valor de la variable de entorno PATH la cual controla los lugares donde los ejecutables son buscados.
PAUSEDetiene la ejecución del programa y muestra un mensaje advirtiendo al usuario de presionar una tecla para continuar.
PROMPTMuestra o cambia el valor de la variable interna PROMPT que controla la apariencia del prompt.
SETEstablece el valor de una variable de entorno. Sin argumentos, muestra todas las variables de entorno definidas.
TIMEEstablece la hora del sistema.
VERMuestra la versión del sistema operativo.
DEBUGMuestra el corrector del MS-DOS
EDLINEl editor de texto incluido en las primeras versiones del MS-DOS, remplazado por EDIT en la versión 5.0.
EDITEl editor vigente actualmente en el MS-DOS. Permite editar archivos de texto en formato ASCII.